# 풀리룰라
〈풀리룰라〉(영어: Pu·Li·Ru·La, 일본어: プリルラ)는 타이토에서 1991년에 출시한 아케이드 게임이다. 잭과 멜이 주인공이 되어, 마을의 시간을 다루는 도둑맞은 태엽을 되찾는 이야기로 전개된다.

## 관련 작품
- 버블 심포니
  - 풀리룰라의 최종보스 잭 O'콜슨이 버블 심포니의 보스 중 한 명으로 등장한다.